# Oatlands Palace

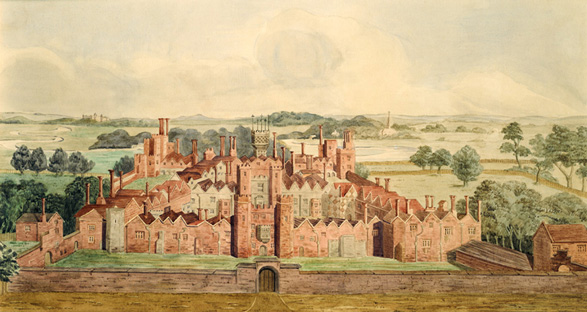
Palace - Oatlands

Oatlands Palace var ett slott vid Oatlands, Weybridge, Surrey i England, uppfört 1538. Slottet användes ofta av det kungliga hovet mellan 1538 och 1649. 
Ett hus på platsen ägdes av Chertsey Abbey under Henrik VIII:s besök där 1514. Egendomen drogs in till kronan under  Klosterupplösningen 1538 och byggdes om till ett kungligt palats. Henrik VIII gifte sig med Katarina Howard här 1540. 
Kungafamiljen fortsatte använda Oatlands under 1600-talet, när drottningarna Anna av Danmark och Henrietta Maria använde slottet.
Efter restaurationen 1660 hyrde kronan ut slottet till privatpersoner. Det användes återigen av kungahuset när Prins Fredrik, hertig av York och Albany flyttade dit 1790. Slottet brann ned 1794 men byggdes snabbt upp igen. Efter 1820 såldes slottet och revs så småningom ned. 